# Heen en Weer VIII (schip, 1902)
De Heen en Weer VIII werd in 1902 gebouwd door Van der Giessen in Krimpen aan den IJssel voor de firma K. Bohré & Co. Maatschappij tot Exploitatie van Overzetdiensten te Rotterdam en kreeg de naam Padang VIII. In totaal werden 10 identieke schepen aan de firma Bohré opgeleverd, waaronder ook de Padang X, de latere Heen en Weer X. Naar verluidt nam de firma het niet zo nauw met de verzorging van de schepen en het financieel bewind van het bedrijf. In 1909 werd de pachtvergunning van Bohré ingetrokken en per 1 januari 1909 werden de diensten en de 10 schepen van Bohré overgenomen en toegevoegd aan die van de Rotterdamse gemeentelijke Reederij Heen en Weer. De voetveren kregen de namen Heen en Weer IV t/m XIII. Daarna liet de gemeente nog 3 voetveren bouwen met de nummers XIV t/m XVI en 5 wagenveren.
In 1950 werd de stoommachine van het schip door de werf D. en Joh. Boot te Alphen aan den Rijn vervangen door een De Industrie dieselmotor en werd het open achterdek van een dekhuis voorzien.
In 1963 werden alle veren door de Scheepvaartinspectie afgekeurd en op 9 november 1963 werd de Padang VIII als slechtste schip van de vloot uit de vaart genomen. Het casco werd in 1964 verkocht aan Scoutinggroep St. Adrianus uit Hilvarenbeek. Deze bracht het onder de naam Rodrigo d'Adriana na de nodige aanpassingen weer in de vaart als wachtschip, varend clubhuis.
Bij de opening van Rotterdamse metro op 9 februari 1968 werden de gemeentelijke veren opgeheven en de schepen opgelegd in de Dokhaven, Charlois. De gemeenteraad van Rotterdam stemde 5 juni 1969 in met het voorstel nog een aantal van de schepen aan Scouting te verkopen en de motor van de Heen en Weer XII aan Scoutinggroep St. Adrianus.
In 1974 is het schip in Oosterhout gezonken, doordat het in slechte toestand verkerende vlak lek was geraak. Na te zijn gelicht is het wrak voor de sloop verkocht en afgevoerd.

## Gegevens
- Lengte over alles: 26,75 m
- Breedte: 5,45 m
- Laadvermogen: 58 ton
- Voortstuwing: 16 npk 2-cilinder compound-stoommachine en Schotse ketel met een verwarmd oppervlak van 32 m² bij 8,26 atm, beide gebouwd door de firma Löhnis & Co. Machinefabriek & Ketelmakerij, Rotterdam. Vanaf 1950 een 80 pk Industrie-motor type 2VD6. Deze motor is in 1964 uitgenomen en overgezet op de Havendienst V en na het zinken van dit schip in 1977 in onderdelen opgeslagen ten behoeve van de Fram, de voormalige Heen en Weer III. 1 cilinderkop draait sinds 1987 op de motor van de Fram. Scouting plaatste na de koop een Volvo diesel.